# Castell d'Albarrasí
El castell d'Albarrasí és un castell i jaciment arqueològic d'època medieval situat dins del nucli històric de la localitat d'Albarrasí, a la província de Terol (Espanya). Des del punt de vista de la protecció del patrimoni històric espanyol, és considerat com a BIC (Bé d'Interès Cultural) (va ser declarat Monument Historicoartístic pertanyent al Tresor Artístic Nacional mitjançant decret de 3 de juny de 1931) i forma part del Conjunt Historicomonumental de la Ciutat d'Albarrasí. Constitueix l'única fortalesa i l'únic jaciment arqueològic actualment visitable a la comarca aragonesa de la Serra d'Albarrasí.

## El procés de recuperació
Entre 1993 i 1995 es va desenvolupar una intensa intervenció arqueològica sota la direcció d'Octavio Collado Villalba, durant la qual també va ser restaurat el recinte emmurallat del castell. Els seus resultats romanen inèdits. Entre 2004 i 2006 s'ha desenvolupat una nova intervenció arqueològica, en aquest cas dirigida per Antonio Hernández Marrons, vinculada amb el projecte de restauració i condicionament per a ús turístic del monument. Es tracta d'un dels més importants conjunts de ceràmica medieval recuperats a Aragó, algunes de les peces del qual han passat a formar part de la col·lecció permanent del Museu de Terol i del Museu d'Albarrasí. En la campanya de 2004 es va intervenir a la zona alta del castell, documentant-se la residència principal de la fortalesa 
En l'actualitat, el castell està obert al públic i es pot recórrer a través de visites guiades organitzades des del Museu d'Albarrasí.

## Evolució històrica
Si bé s'ha recuperat algun material solt d'època protohistòrica i romana, la primera ocupació constatada cal situar-la a partir del segle x. Les fonts àrabs indiquen que durant el califat, el clan dels Banu Razin aconseguí el control d'un petit districte de la Marca Superior, denominat as-Sahla o 'el pla', que correspondria amb els cursos del Guadalaviar i el Jiloca. Les estructures més antigues documentades es daten en la segona meitat del segle x.
Amb la disgregació del califat, i la proclamació del nou sobirà de la taifa, el castell és transformat en l'alcassaba del nou sobirà de la taifa d'Albarrasí. Les excavacions arqueològiques han permès descobrir en la part alta del castell un edifici de grans dimensions amb pati central que correspondria a la residència principal de l'alcassaba taifa. L'element urbanístic més interessant d'aquest àmbit correspon amb el hamman o bany calent, dotat d'una càmera inferior per a la circulació de l'aire calent i una sala sobreelevada sostinguda per pilarets. El conjunt es completa amb la sala de foc i la latrina. La seva presència dins de l'habitatge és un indicatiu clar, no solament de l'estatus social dels inquilins, sinó del mateix aparell social de la cort taifa, en el qual l'aigua tenia una gran importància simbòlica. Durant la segona meitat del segle xi s'erigeix un complex d'habitatges palatins en el vessant sud de l'alcassaba, format per tres habitatges i un alfòndec. Tots els habitatges compten amb pati central enllosat i andanes, encara que destaca en gran manera la casa ii, dotada d'un pòrtic amb tres arcs. La fortalesa va seguir ocupada fins a mitjan segle xii, encara que de manera residual, havent-se trobat indicis d'abandó.
A partir de finals del segle xii, els habitatges en el vessant sud són reocupats, duent-se a terme una àmplia transformació de l'ús dels espais, la qual cosa posa de manifest un canvi social en els inquilins. Aquesta modificació es relaciona clarament amb l'arribada dels feudals, aragonesos i navarresos, que a partir de 1170 comencen a colonitzar la ciutat. Els aixovars ceràmics posen de manifest una dependència dels centres alfareros almohades llevantins.
Després del setge al qual va sotmetre Pedro III d'Aragó la ciutat d'Albarrasí, el castell serà reconstruït i transformat, arrasant-se totes les construccions existents a l'interior. El nou alcàsser, seu del nou poder real, es dota de dos nous edificis de planta rectangular al costat de la muralla oest i sud destinats a albergar la petita guarnició.
L'última ocupació del castell està perfectament testificada documentalment i arqueològicament durant l'últim terç del segle xvi, quan s'instal·la un destacament militar de Felip II d'Espanya. Els documents escrits testimonien la realització d'obres de paleta al castell, el qual havia quedat abandonat. Després d'aquest últim episodi, la fortalesa va ser objecte d'un profund espoli i ruïna.

## Conjunt urbanístic
Si bé la gran part de la superfície del castell roman intacta, o, almenys, sense identificar, actualment és possible fer-se una bona idea de la morfologia urbanística, si bé cal tenir en compte la superposició d'estructures pertanyents a diferents èpoques.
En la part alta s'han identificat tres àmbits urbanístics: la residència principal, l'edifici oriental i el recinte interior. La residència principal correspon a un gran edifici de planta lleugerament trapezoidal amb pati central, sota el qual s'estenen dos aljubs bessons de planta rectangular, amb quatre ales al voltant, una de les quals alberga el hamman ja citat. Va romandre en ús des del segle xi fins al xvi. L'edifici oriental té planta rectangular i compta amb potents murs.
En el vessant sud-est es poden reconèixer dos àmbits: el complex palatí format per tres habitatges amb pati central i els barracons militars al costat de la torre.